# 波尔唐
波尔唐是巴西南大河州的一个市镇。总面积159.942平方公里，总人口28559人，人口密度178.6人/平方公里。